# Герта Маркс Айртон
Герта Маркс Айртон (уродж. Феб Сара Маркс; англ. Hertha Marks Ayrton, 28 квітня 1854 — 23 серпня 1923) — англійська інженерка, математикиня і винахідниця. Перша в історії жінка, що отримала медаль Г'юза від Лондонського королівського товариства за роботу над електричною дугою і піщаними брижами.

## Ранні роки
Феб Сара Маркс народилася в Портсмуті, Англія, в 1854 році. Вона змінила своє ім'я на Герту, коли була підлітком.
Герта була третьою дитиною в родині єврея-годинникаря, іммігранта з Польщі. Її батько рано пішов з життя, в 1861 році. Мати намагалася самостійно прогодувати дітей, але їй насилу вдавалося це, незважаючи на великий талант до вишивки і допомогу різних благодійних організацій. Про пристойну освіту дітей мова навіть не йшла. Тому Герту мати віддала на виховання своїй сестрі, вчительці і співвласниці приватної школи в Лондоні. Вона вивчала французьку мову, музику, предмети народного господарства, а також математику і латинь.
Закінчивши школу, Герта залишилася в Лондоні і почала заробляти собі на життя рукоділлям, допомагаючи своїй родині.

## Освіта і кар'єра
Герта була помічена багатими прихильниками жіночої освіти і завдяки підтримці єврейсько-німецькій родині емігрантів, у Герти з'явилася можливість вчитися в Кембріджському університеті. Така можливість для жінок відкрилася в 1865 році. А пізніше в 1869 році був заснований перший університетський коледж для жінок, Гіртон-коледж.
У 1874 році Герта з відзнакою склала іспити з англійської та математики і поступила в Кембридж. Будучи студенткою Герта, разом з подругою Шарлоттою Скотт створила математичний клуб, а трохи пізніше починала займатися репетиторством.
Герта прийшла до науки завдяки своїм винаходам. Будучи ще студенткою вона винайшла сфігмоманометр для реєстрації пульсу в артеріях. Також її важливим винаходом став роздільник ліній, що складається з серії паралелограмів, призначених для поділу ліній на будь-яку кількість рівних частин. На цей винахід був отриманий патент і він був продемонстрований на виставці жіночої промисловості.
У 1884 році Герта поступила на вечірній курс в технічний коледж Фінсбері до професора Вільяма Едварда Айртона.
У 1893 році Герта зробила важливе відкриття. Електричні дуги використовувалися для створення яскравого світла. Вуглецеві електроди і газ між ними нагрівалися до стану високовольтного розряду.
Герта розробила теорію, яка б пов'язала довжину дуги з тиском і напругою, і простежила шиплячий шум до окислення, а не випаровування матеріалу електрода. Ця робота була опублікована в журналі «Електрик» в 1895 році.
У 1899 році Інститут інженерів запросив її прочитати лекцію. Пізніше вона була обрана в члени інституту і отримала одну зі своїх нагород.
У 1899 році Герта керувала секцією фізичної науки на міжнародному жіночому конгресі в Лондоні.
У 1900 році Герта виступала на міжнародному електричному конгресі в Парижі.
Її успіх призвів до того, що Британська асоціація з розвитку науки дозволила жінкам працювати в загальних і секційних комітетах.
З 1883 року і до своєї смерті Герта зареєструвала 26 патентів: 5 по математичним розділювачам[що це?], 13 по дуговим лампам і електродам, та інші по повітряному двигуну.
У 1906 році Герта отримала медаль Г'юза від Лондонського королівського товариства, яка щорічно присуджується за оригінальні відкриття в області фізичних наук. Вона перша і на даний момент єдина жінка, яка отримала цю медаль.

## Особисте життя
6 травня 1885 року Герта вийшла заміж за професора Вільяма Едварда Айртона (англ. William Edward Ayrton), удочерив його чотирирічну дочку Едіт.
У 1886 році Герта народила дочку Барбару.

## Смерть
Герта Айртон померла в Північному Лансінгі, Сассексе 26 серпня 1923 року від отруєння крові, в результаті укусу комахи.